# Luc Boileau
Pour les articles homonymes, voir Boileau.
Luc Boileau, né en 1960 à Montréal, est un médecin et administrateur québécois. Spécialiste en santé publique, il est nommé par intérim le 10 janvier 2022 au poste de directeur national de santé publique à la suite de la démission de Horacio Arruda.